# Кочержиха
Кочержиха — деревня в Сямженском районе Вологодской области на реке Костима.
Входит в состав Устьрецкого сельского поселения, с точки зрения административно-территориального деления — в Устьрецкий сельсовет.
Расстояние по автодороге до районного центра Сямжи — 31,5 км, до центра муниципального образования Усть-Реки — 10,5 км. Ближайшие населённые пункты — Закостимье, Истоминская, Полуяниха, Речковская, Любовица.
По переписи 2002 года население — 6 человек.